# 亚太地区设计自动化会议
亚洲及南太平洋设计自动化会议（英語：Asia and South Pacific Design Automation Conference，缩写为），是电子自动化设计的国际传统顶级会议之一，由ACM SIGDA及IEEE CAS, CEDA等主办。 设计自动化会议(DAC)、国际计算机辅助设计会议(ICCAD会议)、欧洲设计自动化与测试会议（DATE）和亚太地区设计自动化会议（ASP-DAC）是电子设计自动化领域（EDA）的四大著名会议。